# 袖ケ浦市立長浦中学校
袖ケ浦市立長浦中小学校（そでがうらしりつ ながうらちゅうがっこう）は、千葉県袖ケ浦市にある公立中学校。

## 沿革
- 1947年 - 君津郡長浦村立長浦中学校として開校（長浦小学校借用）。
- 1987年 - 袖ヶ浦町立蔵波中学校分離（1学期長浦中学校に同居）。
- 1991年4月1日 - 市制施行により、袖ケ浦市立長浦中学校となる。
- 1996年 - 創立50周年記念式典挙行。

## 概要
- 学区は袖ケ浦市北部に位置し、北には埋め立て地に進出した工場群が分布し、東は市原市、西南は蔵波学区と隣接している。学校は学区の東端に設置され、最遠通学距離は4kmである。近年、宅地造成・団地の建設が急速に進み、生徒数が増加したことが理由となり、1987年度に蔵波地区との分離が行われた。現在は生徒数も安定している。

## 学校教育目標
- 学力を身につけ心豊かで活力のある生徒の育成 	
  - 1. めざす学校像
    - 活力のある学校
    - 個が生きる学校
    - さわやかな学校

  - 2. めざす生徒像
    - 豊かな心をもち、思いやりのある生徒
      - あいさつを笑顔でできる生徒
      - 福祉、ボランティア活動に積極的に取り組む生徒

    - 意欲的に学び、自らを高める生徒
      - 真剣に学習する生徒
      - 自分の考えを持ち、堂々と意見が言える生徒

    - 責任を果たし、集団の中で支え鍛え合う生徒
      - 自分の役割に責任を持ち、誠実にやり抜くことができる生徒
      - 切磋琢磨し、心身を鍛える生徒

  - 3. めざす教師像
    - 情熱を持ち、常に生徒と共にある教師
    - 理想を持ち、常に研鑽する教師
    - 家庭・地域との連携を大切にし、信頼される教師

## 施設
- 本校舎（4階建て）、柔剣道場、体育館、プールと、300mトラックのグラウンドからなる。

## 交通アクセス
- JR内房線長浦駅から徒歩15分